# Maija Tīruma
Maija Tīruma (28. november 1983 i Riga i Lettiske SSR) er en lettisk kælker, der har konkurreret aktivt i sportsgrenen siden 2000. Hun har vundet to bronzemedaljer i mixed team-konkurrencerne ved henholdsvis Vm i 2008 i Oberhof og 2009 i Lake Placid.
Tīruma vandt også en guldmedalje i mixed team-konkurrencen ved EM i 2008 i Cesana, og endte på en syvendeplads i kvindernes singlekælk ved samme mesterskab.
Hun har deltaget ved tre olympiske lege, og havde sit bedste resultat med en niendeplads i kvindernes singlekælk i Vancouver under Vinter-OL 2010.